# Copocrossa politiventris
Copocrossa politiventris là một loài nhện trong họ Salticidae.
Loài này thuộc chi Copocrossa. Copocrossa politiventris được Eugène Simon miêu tả năm 1901.